# Rafael Karsten

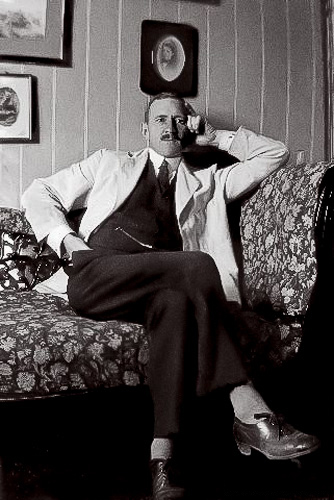
Rafael Karsten um 1925

Sigfrid Rafael Karsten (* 16. August 1879 in Koivulahti, Finnland; † 21. Februar 1956 in Helsinki) war ein finnlandschwedischer Soziologe, Ethnologe und Religionshistoriker. Karsten war Schüler von Edward Westermarck. Er promovierte im gleichen Jahr wie sein Kommilitone Gunnar Landtman über das Thema The Origin of Worship (1905).

## Leben
Rafael Karsten ging auf mehrere Feldforschungsreisen zu den Indianern Südamerikas. Sein gesammeltes ethnographisches Material verwertete er in einer Reihe von Büchern und Monographien über religiöse Traditionen in Südamerika, insbesondere von Ecuador, Brasilien (am oberen Amazonas), Peru und Bolivien.
Wichtige ethnographische Beiträge sind seine Werke über Blutrache, Krieg und Siegesfeste bei den Jivaros des östlichen Ecuador (Blood revenge, war, and victory feasts among the Jibaro Indians of eastern Ecuador, 1923) und über die Zivilisation der südamerikanischen Indianer mit dem Schwerpunkt auf ihrer Magie und Religion (The Civilization of the South American Indians: with special reference to magic and religion, 1926).
Karsten forschte auch zur Religion der Skoltsamen von Petschenga (finnisch Petsamo), das damals zu Finnland gehörte.

## Werke
- The Origin of Worship (1905)
- Contributions to the Sociology of the Indian Tribes of Ecuador. Three Essays. Abo 1920.
- Blood revenge, war, and victory feasts among the Jibaro Indians of eastern Ecuador / Rafael Karsten. - Washington : Gov. Print. Off., 1923
- The Civilization of the South American Indians : with special reference to magic and religion. With a Preface by Dr. Edward Westermarck. / Rafael Karsten. - London, 1926 (Subjects: Indian mythology--South America. Indians of South America--Social life and customs.)
- Huvudjaegare och Soldyrkare i Sydamerika. Stockholm & Helsingfors, Bokfoerlaget Natur och Kultur, 1929.
- Ceremonial games of the South American Indians / Rafael Karsten. - Helsingfors : Akad. Buchh. [u. a.], 1930
- Indian tribes of the Argentine and Bolivian Chaco : ethnological studies / Rafael Karsten. - Helsingfors : Akad. Buchh. [u. a.], 1932
- Notes on South American arrow-poison / Rafael Karsten. - Helsingfors : Akad. Bokh. [u. a.], 1934
- The head-hunters of Western Amazonas : the life and culture of the Jibaro Indians of eastern Ecuador and Peru / Rafael Karsten. - Helsingfors : Akad. Bokh. [u. a.], 1935
- The Origins of Religion. London Kegan Paul, Trench & Co 1935
- Kaarle Leopold Krohn : minnesteckning / Rafael Karsten. - Helsingfors, 1936
- Das altperuanische Inkareich und seine Kultur / Rafael Karsten. - Leipzig : Brockhaus, [1949] (Inkariket och dess kultur i det forna Peru, dt.)
- A totalitarian state of the past : the civilization of the Inca empire in ancient Peru / Rafael Karsten. - Helsingfors : Acad. Bookstore [u. a.], 1949
- Samefolkets religion : de nordiska lapparnas hedniska tro och kult i religionshistorisk belysning. Helsingfors, 1952
- Some critical remarks on ethnological field-research in South America / Rafael Karsten. - Helsingfors : Akad. Bokh. [u. a.], 1954
- The religion of the Samek : ancient beliefs and cults of the Scandinavian and Finnish Lapps / Rafael Karsten. - Leiden : Brill, 1955
- Studies in the religion of the South-American Indians east of the Andes / Rafael Karsten. Helsinki : Soc. Scientiarum Fennica, 1964
- The Toba Indians of the Bolivian Gran Chaco. (= Acta Academiae Aboensis. Humaniora 4) Anthropological Publications 1967